# Milana
Milana je žensko osebno ime.

## Izvor imena
Ime Milana s pogostejšo različico Milanka je ženska oblika moškega imena Milan, oba imena pa je možno povezovati naravnost s pridevnikom míla, tako kot ime Milena.

## Različice imena
Mila, Milada, Milana, Milanka, Milena, Milica, Milojka

## Pogostost imena
Po podatkih Statističnega urada Republike Slovenije je bilo na dan 31. decembra 2007 v Sloveniji število ženskih oseb z imenom Milana: 75.

## Osebni praznik
V koledarju je ime  Milana uvrščeno k imenu Milan oziroma Emilija ali Emilijan.